# Careproctus cyclocephalus
Careproctus cyclocephalus és una espècie de peix pertanyent a la família dels lipàrids.

## Descripció
- Fa 29 cm de llargària màxima.[5][6]

## Hàbitat
És un peix marí i batidemersal que viu entre 235 i 1.140 m de fondària.

## Distribució geogràfica
Es troba al Pacífic nord-occidental: Abashiri (el Japó).

## Observacions
És inofensiu per als humans.